# Little Big Man
Pour plus de détails, voir Fiche technique et Distribution.
Little Big Man est un film américain réalisé par Arthur Penn sorti en 1970.
Il est inscrit en 2014 au National Film Registry pour être conservé à la bibliothèque du Congrès. Le film est adapté du roman Mémoires d’un visage pâle (« Little Big Man ») de Thomas Berger, publié en 1964.
Âgé de 121 ans, Jack Crabb (Dustin Hoffman), interrogé à son domicile par un sociologue (William Hickey) qui l'enregistre, raconte sa vie aventureuse, depuis son adoption par les Cheyennes dans les années 1860, alors qu'il n'était qu'un jeune enfant, jusqu'à sa participation à la défaite du général Custer (Richard Mulligan) lors de la bataille de Little Bighorn le 25 juin 1876, en passant par son association avec l’aventurier et tireur d’élite Wild Bill Hickok (Jeff Corey). Le film passe rapidement de la scène de l'entretien avec le sociologue aux scènes vécues par Jack Crabb, ponctuées par les commentaires du vieillard, et se termine à son domicile.

## Synopsis
Jack Crabb, un vieillard de 121 ans, raconte sa longue vie à un historien qui souhaite exploiter les informations issues de cette biographie.
Jack et sa sœur aînée Caroline (Carole Androsky) ont survécu au massacre de leurs parents par les Pawnees. Ils sont recueillis par un guerrier Cheyenne qui les conduit à son village. Caroline parvient à s'enfuir mais Jack est adopté par le vieux chef de tribu Peau de la Vieille Hutte (Chief Dan George). La vie parmi les Cheyennes s'avère idyllique même si Jack devient involontairement l'ennemi mortel d'un autre jeune garçon, Ours des Montagnes (Cal Bellini) : lors d’un affrontement avec une tribu ennemie, Jack sauve la vie d'Ours des Montagnes, qui devient son débiteur. Jack reçoit le surnom de Grand Petit Homme (Little Big Man en anglais) parce qu'il est de petite taille mais très courageux. Âgé de 16 ans, lors d'une attaque de la cavalerie des États-Unis, il renie son éducation indienne afin de se sauver. Il est confié au révérend Silas Pendrake (Thayer David) et à sa femme sexuellement frustrée, Louise (Faye Dunaway), qui tente de séduire Jack. Ce dernier finit par quitter le couple Pendrake.
Jack devient le complice du charlatan Merriweather (Martin Balsam). Tous deux sont couverts de goudron et de plumes lorsque leurs clients se rendent compte que les remèdes prétendument miraculeux de Merriweather sont inefficaces voire toxiques. L'un des clients en colère se trouve être la propre sœur de Jack, Caroline. Elle fait de son frère un as de la gâchette surnommé Kid Limonade ("Soda Pop Kid" en anglais). Jack fait la connaissance dans un saloon de Wild Bill Hickok qui prend en amitié le jeune homme. Cependant lorsque Hickok est obligé de tuer un homme en légitime défense, Jack perd le goût pour les fusillades.
Ensuite, Jack est associé dans un commerce et épouse une femme d’origine suédoise nommée Olga (Kelly Jean Peters). Malheureusement, le partenaire commercial de Jack est un escroc et Jack fait faillite. L'officier de cavalerie George Armstrong Custer arrive sur les lieux au moment de la liquidation du commerce et suggère au couple de recommencer sa vie plus à l’ouest. Jack et Olga prennent la route mais leur diligence est attaquée par les Cheyennes. Olga est enlevée et Jack part à sa recherche. Au cours de sa quête, il retrouve Peau de la Vieille Hutte, très heureux du retour de Jack au sein de la tribu. Ours des montagnes est devenu un « indien contraire », un guerrier qui fait tout à l'envers ; il est toujours amer de l'humiliation infligée autrefois par Jack. Après un court séjour au sein de la tribu, Jack poursuit ses recherches pour retrouver Olga.
Dans l'espoir d’obtenir des informations sur Olga, il finit par devenir muletier au sein du 7e régiment de cavalerie de Custer. Il prend part à une bataille contre les Cheyennes, mais lorsque les soldats commencent à tuer des femmes et des enfants, Jack devient furieux et se retourne contre eux. À proximité, Jack découvre une jeune Cheyenne en train d'accoucher, Rayon de Soleil (Aimée Eccles). Il la sauve des patrouilles des soldats et retourne avec elle auprès de sa tribu. Rayon de Soleil devient sa femme et lui donne un enfant. Jack retrouve Ours des Montagnes qui n'est plus un « contraire » mais est maintenant le mari brimé d'Olga, devenue une femme cheyenne. Olga ne reconnaît pas Jack, qui ne tente pas de lui dévoiler son identité. Rayon de Soleil demande à Jack de prendre ses trois sœurs veuves comme épouses et d'être le père de leurs enfants. Il est tout d'abord réticent, mais finalement accepte et a des relations sexuelles avec les trois, notamment la première fois au cours de la même nuit.
Un jour d'hiver, Custer à la tête du 7e régiment de cavalerie attaque par surprise le campement cheyenne près de la rivière Washita. Peau de la Vieille Hutte, désormais vieux et aveugle, est sauvé par Jack, mais Rayon de Soleil, ses sœurs et leurs enfants sont tués. Jack tente d'infiltrer le camp de Custer pour se venger. Au moment crucial, le couteau à la main, Jack n'a pas le courage de tuer Custer, lequel lui dénie la moindre considération en négligeant même de le faire arrêter. Humilié et découragé, Jack devient un mendiant alcoolique à Deadwood dans le Dakota du Sud. Alors qu'il est ivre, il est reconnu par Wild Bill Hickok, qui lui donne de l'argent pour se remettre en état. Lorsque Jack retourne au saloon, Hickok est tué. Avant de mourir, il exprime ses dernières volontés concernant une veuve avec qui il entretenait une relation. Jack va voir la veuve, une prostituée qui s'avère être Louise Pendrake. Jack lui remet l'argent que Hickok souhaitait pour elle afin qu’elle commence une nouvelle vie.
Jack devient trappeur et ermite. Il est profondément choqué lorsqu'il découvre un piège ne contenant qu'une patte rongée par l’animal pour se libérer. Il est sur le point de se suicider en se jetant du haut d'une falaise lorsqu'il entend, dans la vallée Garryowen (en), la mélodie traditionnelle de la cavalerie, et voit Custer et ses troupes marchant à proximité. Jack décide de se venger. Custer, qui se souvient que Jack a déjà tenté de l'assassiner, l'engage comme éclaireur en considérant que tout ce que lui dira Jack sera faux, et qu’il lui servira ainsi de parfait baromètre inverse. Jack conduit les troupes dans un piège près de la rivière Little Bighorn. Avant l'attaque, Jack dit la vérité à Custer concernant les écrasantes forces indiennes dissimulées dans la vallée de Little Bighorn. Custer ne le croit pas et conduit le 7e régiment de cavalerie à sa perte. Au cours de la bataille, Custer délire. Ignorant le cercle de guerriers se refermant sur lui, il pointe son pistolet vers Jack. Avant d'appuyer sur la détente, Custer est tué par Ours des Montagnes qui emporte Jack inconscient jusqu'au tipi de Peau de la Vieille Hutte. Fier d’avoir remboursé sa dette, il annonce à Jack qu'il pourra le tuer à leur prochaine rencontre sans pour autant devenir une mauvaise personne.
Jack accompagne Peau de la Vieille Hutte à une colline voisine, où le chef vieilli et fatigué décide d’achever sa vie. Il offre son âme au Grand Esprit et s'allonge pour attendre la mort. Mais lorsqu'il commence à pleuvoir, le vieillard soupire et dit : « Parfois, la magie réussit, et parfois ça ne donne rien ». Les deux hommes reviennent au tipi du vieil homme pour dîner.
Le récit de Jack s’achève lorsqu'il renvoie l'historien, en pensant avec tristesse aux souvenirs d'un monde qui n'est plus.

## Fiche technique
- Titre original : Little Big Man
- Titre francophone : Les Extravagantes Aventures d'un visage pâle (selon l' IMDb[1])
- Réalisation : Arthur Penn
- Scénario : Calder Willingham, d'après le roman de Thomas Berger, publié aux États-Unis en 1964 sous le titre de Little Big Man, puis publié en France en 1965 sous le titre de Mémoires d'un visage-pâle
- Musique :  John Hammond Jr.
- Photographie : Harry Stradling Jr.
- Montage : Dede Allen, assistée de Barry Malkin
- Décors : Dean Tavoularis
- Costumes : Dorothy Jeakins
- Maquillage : Dick Smith
- Production : Stuart Millar
  - Production associée : Gene Lasko
- Sociétés de production : Cinema Center 100 Productions et Stockbridge-Hiller Productions
- Budget : 15 000 000 $
- Pays d'origine :  États-Unis
- Langue originale : anglais
- Durée : 139 à 149 minutes selon les versions
- Format : couleur (Technicolor)
- Genres : western, drame
- Dates de sortie :
  - États-Unis : 14 décembre 1970 (première), 23 décembre 1970 (sortie nationale)
  - France : 15 juillet 1971
- Affiche : René Ferracci (France)[réf. nécessaire]

## Distribution
- Dustin Hoffman (VF : Pierre Trabaud) : Jack Crabb dit Grand Petit Homme (Little Big Man)
- Faye Dunaway (VF : Michèle Montel) : Mme Louise Pendrake
- Chief Dan George (VF : Georges Atlas) : Peau de la Vieille Hutte
- Martin Balsam (VF : Albert Médina) : M. Merriweather
- Richard Mulligan (VF : Bernard Dhéran) : le général George Armstrong Custer
- Jeff Corey (VF : Henri Virlogeux) : Wild Bill Hickok
- Amy Eccles : Rayon de Soleil
- Cal Bellini (VF : Maurice Sarfati) : Ours des Montagnes
- Robert Little Star (VF : Sady Rebbot) : Petit Cheval
- Ruben Moreno (VF : Michel Gatineau) : Ombre qu'on commence à voir
- Kelly Jean Peters (VF : Paula Dehelly) : Olga Crabb
- Thayer David (VF : Raoul Delfosse) : le révérend Pendrake
- Carole Androsky : Caroline Crabb
- William Hickey (VF : Gérard Hernandez) : le sociologue de l'interview
- Norman Nathan (VF : Claude Bertrand) : Pawnee
- Ray Dimas (VF : Gilles Laurent) : Jack (enfant)
- Alan Howard : Jack (adolescent)
- M. Emmet Walsh : le garde au fusil de chasse
- Annette O'Toole : une passante
- James Anderson : un sergent

## Thèmes

### La représentation des Indiens dans le film
Little Big man est un western à part entière mais bouleverse les codes de la représentation de la frontière entre les deux cultures qui s’opposent.
En termes de représentation, les Indiens d'Arthur Penn ne sont pas associés à des sauvages mais représentés comme les victimes de la conquête de l'Ouest menée par l'armée américaine.
Little Big Man se démarque des films classiques du genre grâce à cette représentation positive des Indiens, les Cheyennes, vivant en harmonie.
Par leur dénomination (la tribu des « êtres humains »), Penn leur redonne de l'humanité et montre des aspects de la vie indienne que le spectateur n'oserait imaginer : un Indien « Heemaney », c'est-à-dire homosexuel, vit dans la tribu sans être jugé pour sa sexualité, alors qu'à cette époque, dans la civilisation occidentale, l'homosexualité est un sujet tabou. Les Indiens apparaissent plus sages que les Blancs, dépeints comme débauchés et appâtés par le gain, la violence ou encore les plaisirs de la chair.

### La double identité
Jack Crabb (Dustin Hoffman) est un homme qui oscille entre deux cultures : il est américain de naissance mais il grandit aux côtés du peuple cheyenne. Tout au long du film, il est partagé entre sa vie avec les Indiens et les Américains. Chaque épisode est ponctué d’allers-retours entre ces deux peuples. Bien qu’il ait grandi épanoui au sein de la tribu cheyenne, Jack demeure un Américain. Cette double identité implique une dissonance et un dilemme : Jack est tiraillé entre les deux et refuse de choisir un camp, ce qui l’amène à être confronté à la violence des Américains envers les Indiens, et la haine des Indiens envers les Américains : « C'était très démoralisant : quand ce n'était pas un Indien qui voulait me tuer parce que j'étais blanc, c'était un Blanc qui voulait me tuer parce que j'étais indien. »,.

### La conquête de l'Ouest
Arthur Penn, à travers Little Big Man, démythifie la conquête de l’Ouest et l’histoire de l’expansion de l’Amérique en général. Contrairement à la plupart des films du genre western, le but n’est pas de magnifier la Destinée manifeste, mission sacrée entreprise par les Américains, mais de mettre en lumière une partie négligée de l’Histoire. La conquête de l’Ouest représentée par Arthur Penn remet en question l’historicité de cette période, notamment à travers le personnage du général Custer, figure historique, mort à la bataille de Little Big Horn, considéré comme un héros américain. Cette relecture rétablit la vérité historique[source insuffisante] et apporte une dimension plus objective à l’Histoire.
Le héros du film, en accumulant plusieurs identités, plusieurs métiers, montre au spectateur différentes réalités et milieux sociaux typiques de la conquête de l’Ouest. Le film reprend le fonctionnement des romans picaresques. Ainsi, Aurélien Ferenczi, dans Télérama, estime que « Arthur Penn revisite le western sur le mode de la fresque picaresque, alternant humour (les déboires successifs de Jack, séducteur malgré lui ou gunfighter incapable de tuer) et lyrisme dramatique (les massacres perpétrés par les Tuniques bleues). L'ironie et le tragique se succèdent sans cesse, comme pour dire qu'il est impossible d'avoir un unique point de vue sur l'histoire du Far West, que celle-ci a été davantage subie — c'est le cas du héros, dépassé par les événements — que voulue.
Seule certitude, l'horreur de la guerre et la culpabilité de Custer — scènes qui, à l'époque du tournage, interpellaient directement la présence américaine au Vietnam. Dustin Hoffman est parfait tout au long de ses métamorphoses, et il est bien entouré, notamment par Faye Dunaway, irrésistible. ».

## Accueil
Diffusé durant la guerre du Vietnam, Little Big Man fut perçu comme une critique indirecte de cet événement. En effet, le comportement autoritaire et belliqueux du général Custer et de ses armées contraste avec le discours non violent de Peau de la Vieille Hutte lors de la bataille de Little Bighorn. Ce contraste a largement été mis en parallèle avec l'engagement contesté des troupes américaines au Viêt Nam un siècle plus tard. Arthur Penn déclara « Custer fit massacrer les habitants d’un village comme nous massacrons les habitants des villages vietnamiens ».

## Distinctions
- Dan George est sélectionné aux Oscars en 1971 ainsi qu'aux Golden Globes, dans la catégorie du meilleur second rôle masculin ; il finit par remporter ce prix aux Laurel Awards, aux National Society of Film Critics Awards et aux New York Film Critics Circle Awards.
- Le film est inscrit en 2014 au National Film Registry pour être conservé à la bibliothèque du Congrès[10].
- Le film a été tourné en 1970, cependant son scénario a été écrit six ans plus tôt mais a été retardé à cause de son coût élevé[11].